# バサス・ダ・インディア

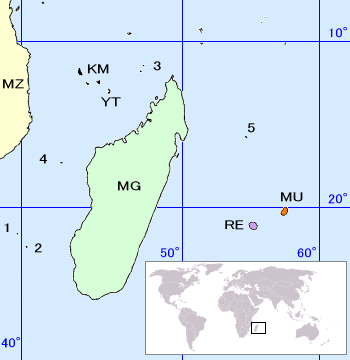
1：バサス・ダ・インディア 2：ユローパ島 3：グロリオソ諸島 4：フアン・デ・ノヴァ島 5：トロメリン島
KM：コモロ MG：マダガスカル MU：モーリシャス MZ：モザンビーク RE：レユニオン（仏） YT：マヨット（仏）

バサス・ダ・インディア (Bassas da India) は、インド洋、モザンビーク海峡南部にあるフランス領の無人島。島の面積0.2 km2のほとんどを環礁によって構成されている。南緯21度30分、東経39度50分に位置している。

## 行政
1897年にフランス領となった。1968年からレユニオンの知事、2005年からはフランス領南方・南極地域 (TAAF) の上級行政官によって管理されている。

## 地理
最高地点は2.4 mで、波が高いときは海面下に沈んでしまう。フランスはこの島により、123,700 km2の排他的経済水域を得ている。

## 島
- 10の無名の小島（岩）

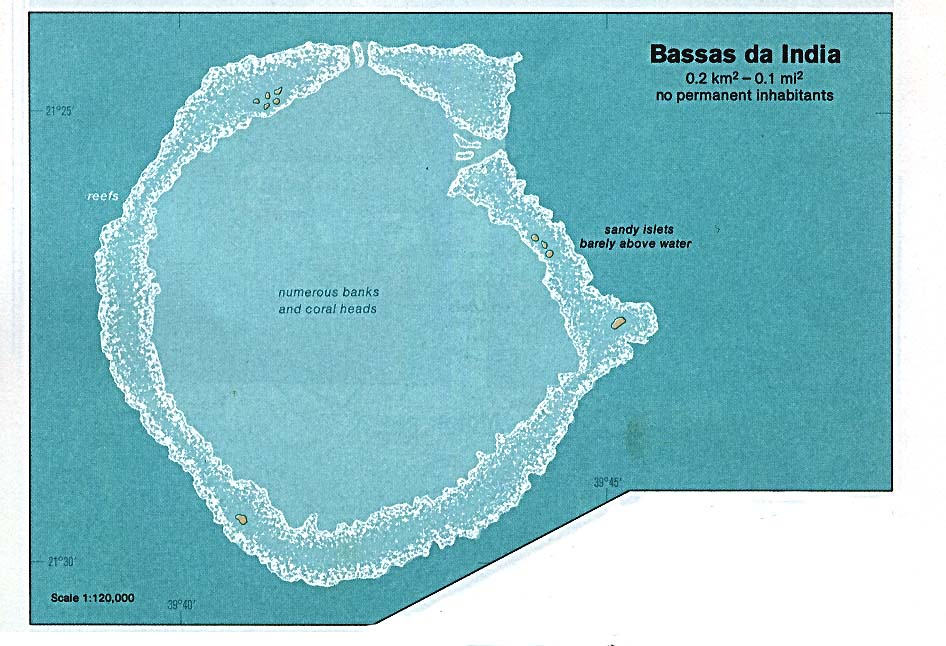
地図